# واتسون (لوئیزیانا)
واتسون (به انگلیسی: Watson) شهری در ایالت لوئیزیانا کشور ایالات متحده آمریکا است که جمعیت آن در سرشماری سال ۲۰۱۰ میلادی، ۱٬۰۴۷ نفر بوده‌است.